# Click To Pray
Click To Pray és una xarxa social catòlica per pregar a partir de les intencions mensuals del Papa Francesc i interactuar amb altres persones. Compta amb el suport explícit del Papa Francesc, l'impuls de la Xarxa Mundial d'Oració del Papa i el Moviment Eucarístic Juvenil, i està desenvolupada per l'agència barcelonina La Macci. Es va presentar el 4 de març de 2016 al Vaticà amb una aplicació mòbil i una pàgina web.
El març de 2018 estava activa a 210 països amb 900 mil usuaris en llengües portuguesa, espanyola, francesa, anglesa, alemanya i italiana. El diumenge 20 de gener del 2019 el Papa Francesc des de la Plaça de Sant Pere del Vaticà va presentar el seu propi perfil a la xarxa social i va convidar els joves a descarregar-la assegurant que hi publicaria les seves intencions. El mateix dia es va conèixer que seria la plataforma d'oració oficial de la Jornada Mundial de la Joventut 2019 de Panamà.
Aquesta aplicació és una de les principals manifestacions del Papa Francesc a les xarxes socials, juntament amb el compte de Twitter des del 19 de març de 2013, el compte d'Instagram i la sèrie mensual de vídeos anomenada El Vídeo del Papa des del gener de 2016.